# Angulanus incisurus
Angulanus incisurus är en insektsart som beskrevs av Delong 1946. Angulanus incisurus ingår i släktet Angulanus och familjen dvärgstritar. Inga underarter finns listade i Catalogue of Life.